# Peinture sur verre inversé

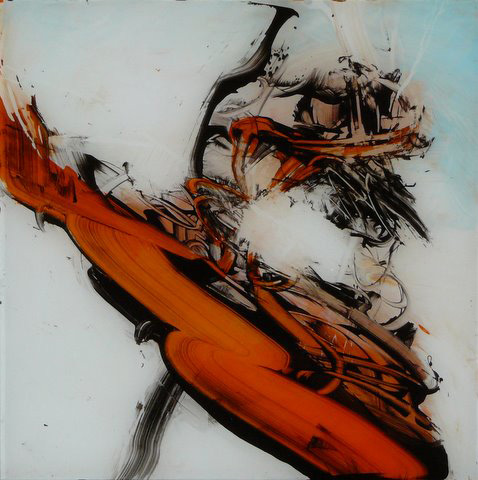
Sans titre,

La peinture sur verre inversé (ou peinture sous verre) est une technique artistique difficile qui s'exécute directement sur une feuille de verre. Le verre supporte la peinture comme le ferait une toile. Soudée au verre, c'est à travers ce support que l'on contemple l'œuvre. Ainsi le verre sert à la fois de support et de vernis protecteur. C'est une technique de peinture « à froid » de sorte que le procédé n'exige pas de cuisson au four. Le pigment est lié au verre par un véhicule huileux le plus souvent à base de vernis.

## Histoire
La peinture sur verre inversé est connue en Occident depuis l'Antiquité. Qualifiée d'« art savant », c'est au cours de la Renaissance que cette forme d'art atteignit son apogée en ce que les compositions devinrent très élaborées, les coloris harmonieux, la virtuosité de la technique étourdissante. Jusque-là réservée à une élite d'artistes, la peinture sur verre inversé s'est largement diffusée et deviendra un art populaire en Europe lors de la seconde moitié du XVIIIe siècle. Bien vite la production en série se propagea au sein de manufactures qui voisinent les verreries : un commerce parfaitement organisé s'instaura et perdura jusqu'à la fin du XIXe siècle.

## Technique

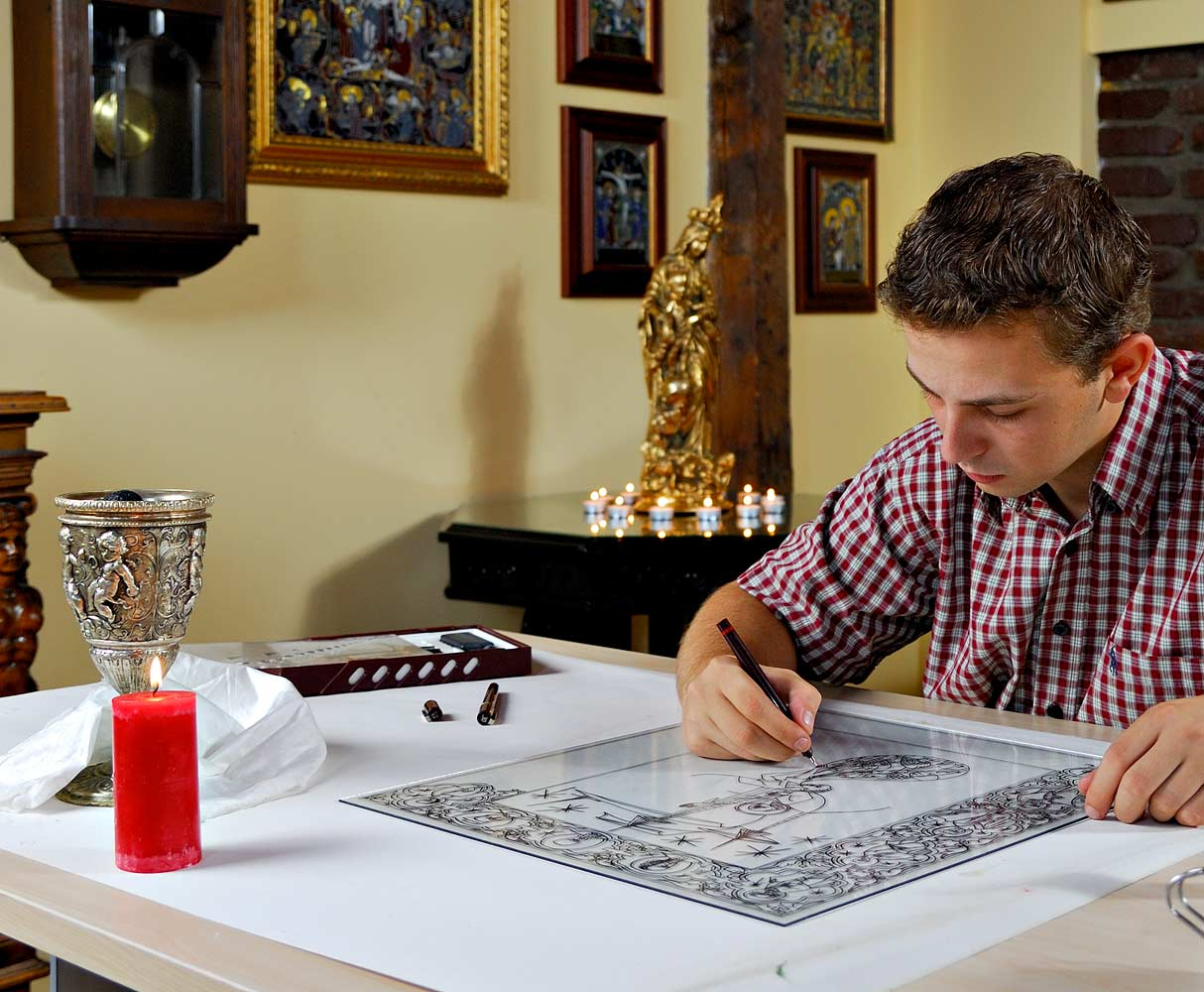
George Huszar au travail

En peinture sur verre inversé la technique est unique car l'œuvre est réalisée sur le dos du verre. Alors que sur une toile on esquisse la composition à grands traits pour ensuite exécuter les aplats de couleur pour terminer graduellement par les détails, en peinture sur verre inversé on procède à l'inverse. C'est donc dire que l'artiste peintre sur verre commence par les finesses de l'œuvre pour terminer avec les fonds. Ainsi jusqu'au moindre détail, le peintre doit imaginer dès le départ la version définitive de l'image à réaliser sachant bien qu'il devra aussi composer avec un « effet miroir » lors de l'exécution de l'image puisque ce qui est peint à l'envers à droite se trouve à l'endroit à gauche.
La peinture sur verre a pour avantage d'offrir une bonne protection à la peinture mais elle demande une grande maîtrise technique car la couche peinte en premier sera la première couche visible. La vitre protège la peinture et lui donne son aspect lisse et brillant caractéristique. 
Il faut des années de pratique pour attaquer directement aux pinceaux une peinture sous verre. En effet, sous verre on travaille à l'inverse d'une peinture sur toile ou papier. D'abord les contours et détails, puis les aplats et enfin les fonds. Donc si après avoir exécuté les premières étapes on s'aperçoit, quand les premiers aplats de couleur ont séché, que la couleur de ces plats ne convient pas, on ne peut plus les retoucher. Il est donc nécessaire de commencer par une esquisse en couleur sur papier (le modèle).
Plusieurs procédés permettent à la couleur d'adhérer au verre. Le fiel de bœuf (une fine couche) étalée sur la surface à peindre suffit, une fois sèche. La gomme arabique, colle végétale liquide, diluée à l'eau (mélanger par moitié la gomme arabique à de l'eau tiède), utilisée de la même façon, aide, de plus, à étaler la peinture en souplesse et de dessiner des lignes fines. Un autre procédé est le jus d'ail, au pouvoir adhésif exceptionnel, que l'on passe à l'aide d'un petit chiffon sec. 
Dans le passé, on composait l'image à l'aide de différentes couches de couleurs, les contours étant préalablement peints à la peinture à l'eau ainsi que les ombres et lumières. Les aplats et les fonds, eux, étaient recouverts de peinture à l'œuf dite tempera ou à l'eau. De nos jours, la couleur à l'œuf est remplacée par la peinture à l'huile et la peinture à l'eau par la gouache, l'acrylique ou en mélangeant les pigments à des vernis.
De nos jours, certains artistes, joignant les techniques de la peinture vitrail à l'esthétique du fixé sous verre, travaillent la peinture sous verre à l'aide de grisailles fixées sur la surface par cuisson à 630°.

## Thématique traditionnelle
La peinture sur verre inversé est pratiquée en Europe depuis plusieurs siècles. En France, elle bénéficia de l'influence des arts décoratifs du style Rococo comme en témoignent les nombreuses scènes bucoliques et les compositions asymétriques. En Italie et en Suisse, ce sont plutôt les paysages qui dominent avec des petits personnages. Aux Pays-Bas, les Hollandais privilégient les « scènes intérieures, les paysages à la manière de Ruysdael et les marines commandées par des armateurs et des capitaines. En Flandres, les thèmes les plus courants sont les vues de ports, les batailles navales et les naufrages. L'Allemagne se spécialisa dans les allégories (les Quatre Saisons, les Continents, les Éléments), les costumes régionaux et les scènes de chasse ». L'Espagne et l'Italie eurent une production importante dont les thématiques s'approchent des modèles allemands. En Europe de l'Est, la Pologne, l'ancienne Tchécoslovaquie, la Yougoslavie et la Roumanie, laissèrent de belles réalisations souvent inspirées de la peinture iconographique. Plus loin, en Turquie, elle illustre par de savantes ornementations les versets coraniques. En Inde, en Syrie et en Iran, elle s'inspire de la peinture de miniatures persanes mais aborde également les thèmes religieux islamiques. Les peintures africaines sur verre enfin illustrent largement des scènes naïves de la vie quotidienne et certaines fois mais plus rarement, des sujets religieux. Il y a une tradition en particulier de peintures sous verre au Sénégal.
En Chine, les artistes ont créé des œuvres d'une grande délicatesse et d'une très haute technicité.

## Artistes professionnels contemporains
Aujourd'hui cet art ancien d'avant-garde a pris un nouvel essor et nombre d'artistes ont fait déjà leurs empreintes dans le verre :
- Europe: Floris Jespers (1889-1965, Belgique)  - Marie Amalia (France, 1961-)[2]  - Ferdinand Pire (Bruxelles, Belgique) - François Bouillon (Paris, France) -  Chantal Legendre (dite Chanath, France, 1954-)[3], Gérard Delafosse (France - 1952-)[4] - Anne Deguelle (Paris, France) - Alexandre Struys (Belgique) - .

- Amérique du Nord: H. Craig Hanna (1967, peintre américain vivant à Paris) - Isabelle Regout aussi connue sous Regout, peintre du Regard (Gatineau, Canada)

- Afrique : Anta Germaine Gaye (Sénégal)

La peinture sur verre inversé est une technique également utilisée pour réaliser des films contemporains d'animation (peinture animée) : Alexandre Konstantinovitch Petrov (Prechistoïe, Russie) - Martine Chartrand (Montréal, Canada)

## Valorisation muséographique
Quelques expositions permettent d'admirer des fixés sous verre, comme l'exposition consacrée à l'artiste Suzy Bartolini au Musée d'Angoulême en 2016.
Un seul musée en France propose actuellement une collection permanente consacrée à la technique de la peinture sur verre inversé, ou fixé sous verre : le musée du Revard, situé sur le mont Revard en Savoie.

## Filmographie
- Samba Félix Ndiaye, Amadou Diallo, un peintre sous verre, 1992, 13 min (Sénégal)
- Cinéaste invitée Martine Chartrand, Dans les coulisses du cinéma d'animation: peinture sur verre, une production de l'Office national du film du Canada avec la collaboration de TV5, 2006, 24 min
- Isabelle Regout Regout, peintre du Regard, 2008, 8 min (Canada)[7]